# Cantón de Santa Cruz (Costa Rica)
Santa Cruz es el cantón tercero de la provincia de Guanacaste, Costa Rica, que se ubica al noroeste del país. Su cabecera es la ciudad de Santa Cruz, conocida como "La Ciudad Folclórica".

## Toponimia
El actual territorio del ahora llamado Cantón de Santa Cruz, fue denominado originalmente “El Paraje del Diriá” por los primeros conquistadores españoles que arribaron al lugar, por residir allí el Cacique Diriá, líder aborigen de los Chorotegas.
Según Leal (1998), la palabra «Diriá» de origen Chorotega tiene dos raíces: “Diri” que significa colina y “A” que significa pequeñita, en otras palabras significa Colinita. Esto fue, al parecer, lo que percibieron de esta ciudad originalmente: una pequeña colina entre los ríos Diría y En Medio. Posteriormente la ciudad fue llamada Santa Cruz, al instalarse doña Bernabela Ramos en el valle del Diría y al colocar en el patio de su casa una gran cruz que sirvió también como lugar para realizar misas.

## Historia

### Antecedentes culturales y aspectos relacionados con la identidad Guanacasteca.
Comprender la historia de Santa Cruz implica reconocer elementos históricos, económicos, políticos, sociales y culturales de la provincia de Guanacaste, pues este es su marco inmediato de referencia. En este sentido Cabrera (1989), –retomado por Alvarado y Barrantes (2004) y Castellón (2005)- señala algunos criterios relevantes que se conjugan en la conformación de la historia de Guanacaste, desde sus orígenes hasta la estructuración de la identidad cultural del ‘guanacasteco’ actual. Algunos de estos se describen a continuación:
La conformación de la Gran Nicoya (actual provincia de Guanacaste) por parte de la cultura indígena Chorotega en un sector de influencia mesoamericana en el periodo precolombino. Esta fue una zona de paso y de límite del área conocida como Mesoamérica, que conjugó culturas que se extendieron desde México hasta la actual Nicoya, lo que hizo posible que se constituyera en una verdadera zona de contacto entre la cultura Maya y Azteca de la que recibía influencia y la cultura andina al sur de la provincia.
Un posterior periodo de conquista española, que propició procesos de contacto y colonización. En este periodo, la administración española estableció el gran Partido de Nicoya, comprendido entre el Río La Flor (en Nicaragua) y hasta el sur, en el Golfo de Nicoya, hasta el Río Tempisque. El nombre Nicoya era el nombre del monarca que reinaba en esa zona, a la llegada de los españoles en 1523. 
En 1554 la región de Nicoya estaba reconocida como Corregimiento, dependiendo directamente de la Real Audiencia de Guatemala. En 1787 el territorio fue agregado a la Intendencia de León de Nicaragua, con el nombre de Partido de Nicoya. En 1812, la Constitución Española dividió el territorio del antiguo Reino de Guatemala en varias provincias, entre ellas la provincia de Nicaragua-Costa Rica. En 1820, Nicoya dependía del Jefe Político Superior residente en León. Al producirse la independencia de las provincias de Centroamérica en 1821, el Partido de Nicoya pasó a ser regido bajo la autoridad del gobierno de Granada de Nicaragua y después, en 1823, de León, dependiendo de las pugnas políticas de la época.Se insertaron en esta fase, Haciendas y latifundios ligados al dominio y comercio colonial en la región, estructuras de poder que condujeron a la hegemonía de la producción agropecuaria.
El 25 de julio de 1824, los pueblos de Nicoya y Santa Cruz decidieron anexarse a Costa Rica, mientras que el territorio de Guanacaste ( hoy Liberia), optó por seguir unido a Nicaragua, todo bajo la Federación Centroamericana. En 1825, el Congreso de la República Federal de Centroamérica dispuso la Anexión definitiva del Partido de Nicoya a Costa Rica, incluyéndose entonces a Guanacaste en la anexión, de manera "temporal".  La disolución de la Federación centroamericana convirtió en definitiva esta decisión.
La Anexión del Partido de Nicoya al recién formado Estado de Costa Rica, proceso político y económico que en lo social facilitó la mezcla de habitantes del Valle Central con los locales.
Por su parte Alvarado y Barrantes (2004) hacen mención de elementos relacionados con la cotidianidad de la provincia como la importancia de las costumbres y tradiciones religiosas para los guanacastecos. Junto a estas, se destacan las comidas de origen indígena a base de maíz, legado que aún se mantiene hasta la actualidad quizás ante la importancia que tuvo dicho cultivo para la economía indígena. Otros elementos importantes son el arte; las obras literarias (poética, narrativa, cuento o novela), la artesanía, las figuras de la hacienda ganadera (el peón, sabanero o la cocinera) y el ‘el grito’ guanacasteco como expresión del espíritu de identificación con la provincia; elementos que distinguen y marcan una diferencia con respecto al resto del país.

### Evolución del asentamiento y formación del cantón y ciudad de Santa Cruz
Según datos aportados por Leal (1998), no fue sino hasta en 1519 que Hernán Ponce de León descubrió el Golfo de Nicoya y el que llamaron Mar del Sur, en el Océano Pacífico. Esto permitió que se llegara a conocer el territorio que se llamó el Partido de Nicoya y que actualmente constituye la provincia de Guanacaste. Precisamente en lo que hoy es Santa Cruz, Gil Gonzales Dávila encontró establecido al líder Chorotega Cacique Diría y sus súbditos. Se deduce que en 1522 ya existía un poblado bastante importante de aborígenes en lo que hoy es Santa Cruz, principalmente por su ubicación geográfica, al estar ubicado entre los ríos Diriá y Enmedio.
Para el momento de la Anexión del Partido de Nicoya a Costa Rica, Santa Cruz contaba con 2502 pobladores. También en los relatos históricos, se ha descrito núcleos de población mucho más pequeños en esta misma época, en lugares como San Juan, Arado, Lagunilla y el Cacao. Así según Leal (1998), se ha podido determinar que la fundación y posterior desarrollo del Cantón está repartido según los siguientes hechos históricos:
1. Los indígenas que escogieron el valle del Diría para establecerse.
2. Los conquistadores y sus descendientes que decidieron establecerse allí.
3. Los Ladinos de Nicoya que solicitaron permiso al corregidor Don Antonio de la Peña y Medrano para establecerse en el Paraje del Diría incrementando su Población.
4. La Iglesia Católica, que de la mano de los conquistadores llegó a estas tierras y con la construcción de la primera ermita le dio mayor impulso al crecimiento y desarrollo del poblado.
5. Así también a las autoridades políticas al tratar de ordenar los nuevos poblados en cuanto ubicación de las casas, lotes, fincas y en la conducta de los habitantes al construirse la primera cárcel.

En cuanto a lo religioso, en específico al catolicismo impuesto por los españoles, se considera que doña Bernabela Ramos desempeñó un papel muy importante al propiciar el culto religioso e iniciar la devoción por el “Santo Cristo de Esquipulas”. Esta dama traía al cura de Nicoya para celebrar la misa en su casa una vez al mes, creando a su vez, un centro de reunión y favoreciendo la concentración de personas en el Paraje del Diría. Más tarde doña Bernabela consolidó el poblado al donar cuatro Caballerías1 de tierra de su propiedad. Esta donación se realizó con el propósito de que se construyera la iglesia y se delinearan las calles para que se establecieran los vecinos allí. Esto consta en el año 1814.
Santa Cruz siguió creciendo, y por ley 105, del 27 de marzo de 1835, el Departamento de Guanacaste, ya Anexado a Costa Rica, quedó organizado en tres pueblos o cabeceras: Santa Cruz, Nicoya y Guanacaste (hoy Liberia). 
El 7 de diciembre de 1848, durante el gobierno del Dr. José María Castro Madriz, fue declarado cantón número tres de la provincia de Guanacaste, mediante la ley 36 en su artículo número 9.
En cuanto al poblado principal de Santa Cruz, el 4 de noviembre de 1862, mediante la ley número 22 durante el Gobierno de don José María Montealegre, el pueblo de Santa Cruz fue declarado oficialmente Villa. En el año 1870 se abrió el servicio de telégrafos y en el año 1875 se creó la Escuela Real en Santa Cruz Centro, la cual era privada y pagada por los vecinos.
El 26 de febrero de 1886 se crean los primeros distritos escolares en Guanacaste, siendo Santa Cruz uno de ellos. En ese mismo año de 1886 se crea la primera Alcaldía siendo nombrado don Manuel Antonio Salas como primer alcalde del cantón. En 1895 se crea la primera Filarmonía de Santa Cruz. En 1898 se termina la iglesia de Santa Cruz, a la que posteriormente, entre 1929 y 1936 se le agregó la torre. Esta iglesia fue demolida en 1971, ante los daños irreparables que sufrió en el terremoto que azotó la ciudad en 1950.
En el año 1905 se instaló el primer alumbrado público que consistía en dos faroles alimentados con mecha de canfín. En 1908 arribaron los primeros chinos, los cuales se dedicaron al comercio. En 1916 se abre la primera oficina de correos.
También en 1916, mediante la ley número 12, en el gobierno de Federico Tinoco, la villa de Santa Cruz fue convertida en ciudad, primero con el nombre de Diría, sin embargo el 30 de agosto de agosto de 1917, se le devuelve el nombre de Santa Cruz con que se le conoce en la actualidad.
En 1919 don José López Zúñiga dona la manzana donde hoy está la “Plaza de Los Mangos”, también conocida como plaza López. En 1920 se construye el parque Bernabela Ramos en lo que había sido la plaza central de Santa Cruz. En 1922 se mejora el alumbrado público a base de carburo que funcionaba mediante gasómetros.
En 1924 se abre la escuela complementaria con la finalidad de formar maestros de enseñanza primaria. En 1925 se inicia la construcción de la carretera Santa Cruz-Nicoya-Puerto Jesús. En este mismo año se instala en la torre de la iglesia el primer reloj público, traído desde España por Fray Ángel de Olot.
En 1930 se construye el primer campo de aterrizaje en los terrenos donde hoy está el Liceo de Santa Cruz y, los barrios Corobicí y Los Amigos. Los primeros aviones que aterrizaban allí eran de las aerolíneas ENTA y Aerovías Nacionales.
En 1931 la Municipalidad reparte lotes al norte de la plaza de los mangos, creándose así el barrio Buenos Aires, siendo presidente municipal don Manuel (Melico) Torres. El 4 de marzo de 1939 se crea el servicio de Radio Nacional y en ese mismo año se perfora el primer pozo artesiano en el patio de la iglesia para dotar de agua potable a los habitantes de la comunidad. También se instala por primera vez el alumbrado público a base de energía eléctrica en horario de la tarde a 10 de la noche. Durante ese año se construye la plaza de Buenos Aires.
En 1948 se instala la primera Junta Rural de Crédito del Banco Nacional. En 1950 se construye el segundo aeropuerto donde hoy está ubicado las instalaciones de Juegos Nacionales y el barrio Lajas.
En 1955 se crea el Liceo Santa Cruz a partir del personal y alumnos de la Escuela Complementaria. El 9 de octubre de 1962 mediante el decreto número 94 se bautiza la Escuela de Varones con el nombre de Josefina López Bonilla, notable escritora de libros escolares.
En 1965 se crea CoopeGuanacaste R.L. En 1968 se creó el cuerpo de Bomberos. En 1970 se funda el Liceo Nocturno de Santa Cruz. Durante este año se pone la primera piedra del actual templo parroquial de Santa Cruz. El 6 de abril de 1973 se bautiza la Escuela de Niñas con el nombre de la insigne maestra y escritora María Leal Rodríguez de Noguera. El 25 de julio de 1983 empezó a transmitir Radio Chorotega.
El 22 de julio de 1981 se crea la Casa de la Cultura de Santa Cruz en las instalaciones de lo que fue la Escuela María leal de Noguera. El 13 de febrero de 1993 se incendió Santa Cruz. En 1994 Santa Cruz fue sede de los Juegos Deportivos Nacionales.
Actualmente en el siglo XXI, los santacruceños mantienen costumbres y tradiciones como la devoción por el Santo Cristo de Esquipulas, las Velas y los Rezos, Los Turnos, “Las Fiestas de Enero” que tienen el título de Fiestas Típicas Nacionales, la tradicional Semana Cultural, “las Coyoleras” entre otras.

## Apuntes históricos
Durante la época prehispánica, la región que hoy conforma el cantón de Santa Cruz estuvo habitado por aborígenes de la etnia chorotega, de origen mesoamericano, que ocuparon toda la zona de la península de Nicoya a partir de 800 a. C. Durante el siglo XVI y a la llegada de los españoles, el territorio de este cantón perteneció al Cacicazgo de Diriá, uno de los cinco cacicazgos mayores que conformaron el Reino de Nicoya. En el distrito de Tamarindo existen dos pequeños sitios arqueológicos (llamados Villa Real 1 y 2) ubicados al noreste de Villareal y al sur de Santa Rosa, que corresponden a la Subregión Guanacaste de la región arqueológica de la Gran Nicoya. Ambos sitios arqueológicos se encuentran bajo la administración y estudio de la Universidad de Costa Rica. En el poblado de Guaitil, en el cercano distrito de Santa Cruz (cabecera del cantón) aún se pueden observar hoy trabajos artesanales como los que hacían los antiguos chorotegas.

## Ubicación
Santa Cruz está ubicado en los 10°15′6″ de latitud norte y 85°41′7″ de longitud oeste. La anchura máxima es de 59 kilómetros, en dirección noroeste a sureste, desde punta Zapotal hasta punta División.
Limita al norte con el cantón de Carrillo, al este con los cantones de Bagaces y Nicoya, al sur con el cantón de Nicoya y al oeste con el Océano Pacífico.

## División administrativa
El cantón está dividido en 9 distritos, ordenados del primero al noveno de acuerdo a la división administrativa oficial:
1. Santa Cruz.
2. Bolsón.
3. Veintisiete de Abril.
4. Tempate.
5. Cartagena.
6. Cuajiniquil.
7. Diriá.
8. Cabo Velas.
9. Tamarindo.

## Demografía
Para el año 2022, Cantón de Santa Cruz cuenta con una población estimada de 72 366 habitantes, y para el último censo efectuado, en 2011, Cantón de Santa Cruz contaba con una población de 55 104 habitantes.
Para el año 1824, la población del cantón era de 2502 habitantes, uno de los más poblados de toda la península guanacasteca.
De acuerdo al censo nacional del 2011, la población del cantón era de 55 104 habitantes, de los cuales, el 8,6 % nació en el extranjero. El mismo censo destaca que había 16 645 viviendas ocupadas, de las cuales, el 61,9 % se encontraba en buen estado y había problemas de hacinamiento en el 6,0% de las viviendas. El 48,1% de sus habitantes vivían en áreas urbanas.
Entre otros datos, el nivel de alfabetismo del cantón es del 98,1%, con una escolaridad promedio de 8,7 años.

## Cultura

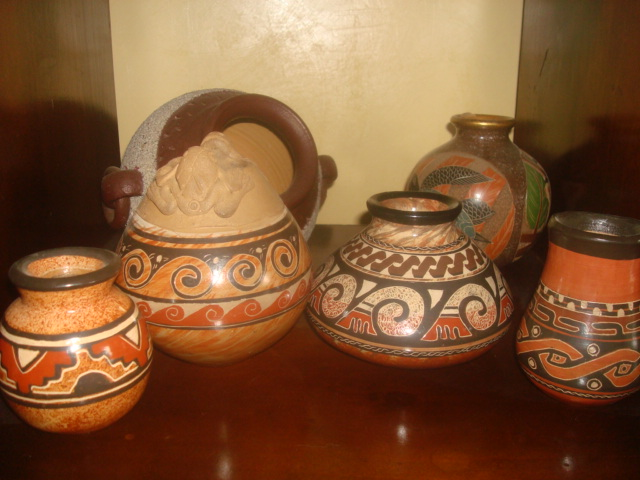
Piezas de cerámica nicoyana moderna.

La fabricación de objetos de cerámica en la provincia de Guanacaste, cuyo origen se remonta a la época precolombina, es patrimonio cultural inmaterial de esta provincia desde el 14 de agosto de 2013 mediante decreto ejecutivo N°37824-C. La tradición fue iniciada por las culturas precolombinas que habitaron esta región, y sus técnicas de fabricación aún son utilizadas por los artesanos guanacastecos en la actualidad. Estos objetos son piezas artesanales de cerámica policromada con motivos mesoamericanos, confeccionadas a mano con elementos naturales que se mezclan con agua y arcilla para obtener sus colores característicos. Esta tradición milenaria se mantiene aún vigente principalmente en las comunidades guanacastecas de Guaitil de Santa Cruz, y en las poblaciones nicoyanas de Las Pozas y San Vicente.
Entre los legados más destacados se encuentran la influencia del mestizaje entre las culturas indígenas del sur de Nicaragua y del territorio de Nicoya, con las costumbres y tradiciones española. Las canciones, los bailes, los atuendos, la gastronomía y sus fiestas patronales, son famosas en todo Costa Rica. Estas fueron declaradas Fiestas Típicas Nacionales, celebrándose los 14 de enero de cada año con montaderas tradicionales de toros, a lo rústico, con espuelas corredizas a pretal a dos vueltas; se sortea el toro con vaqueta de cuero en mano.
También se sigue la tradición con la entrada del Santo Cristo de Esquipulas, un Cristo negro que sale desde la entrada de Arado pasando por el centro de la localidad llegando hasta el Santuario que lleva su mismo nombre. Durante esta festividad se realiza el baile de los indios promesanos, danza tradicional que mezcla elementos precolombinos con españoles.
En este cantón, aún se puede apreciar la vida propia de los llanos del norte, con sus haciendas ganaderas y la recalcada figura del "sabanero", el más representativo de los personajes de la región. Otra tradición es la lagarteada, que se realiza en el poblado de Ortega, cada Viernes Santo, y que consiste en la captura de un cocodrilo vivo que posteriormente se libera al día siguiente.
El cantón de Santa Cruz es el pueblo natal de algunos reconocidos costarricenses ilustres como el compositor musical Jesús Bonilla Chavarría (autor de Pampa, Luna Liberiana y el Himno de la Anexión de Guanacaste) y el poeta y escritor José Ramírez Saizar.

### Ciudades hermanadas
- Santa Fe, España
- El Oro, México:,[3][4][5]

## Economía
El reformismo político e inserción del capitalismo agrario en la segunda mitad del siglo XIX y primera mitad del siglo XX, que facilitó la toma de parcelas por parte de movimientos sociales precaristas y campesinos en la zona.
La influencia de la élite ganadera en la economía de la provincia. Elemento que junto con los anteriores se conjugaron para formar el folclor y tradiciones populares relacionadas con una cultura ‘sabanera’ y al mestizaje de europeos, indígenas y negroides.
Desde hace algunas décadas se reconoce el auge de la actividad económica del turismo en la región, relacionado con cambios como el aumento de inversiones internacionales, nuevas orientaciones para la preparación académica y técnica, diversificación de las fuentes de empleo e influencia de nuevos patrones culturales.
De manera específica en el Cantón de Santa Cruz, la introducción del capitalismo en el agro a partir de 1950, generó cambios en la fuerza laboral y posteriormente en la cotidianidad. Se abandona así la independencia relativa del campesinado, la economía de autoconsumo para pasar a depender de la venta de su fuerza de trabajo como asalariados. No obstante en décadas posteriores al decaer este sistema productivo favoreció el desempleo, la emigración y el incremento de la pobreza.
Beltrán, Castro y Gutiérrez (1998), apuntan que el turismo como actividad económica reciente y está en auge en el cantón, se ha convertido en una alternativa para la fuerza laboral de la región, principalmente en lo que se refiere al comercio y el sector de servicios. Así mismo advierten que esta actividad ha propiciado en la cotidianidad, la adopción de nuevas costumbres que aportan elementos para la conformación del ser y la identidad guanacasteca de la actualidad.
A pesar de todo esto, la riqueza, en un fenómeno común a toda la provincia guanacasteca, pero más notable en Tamarindo y Playas del Coco, se encuentra concentrada en manos de extranjeros, y aunque sirvió para crear fuentes de trabajo abundantes, en gran parte estas fueron aprovechadas por habitantes del sector metropolitano costarricense debido a sus mayores oportunidades de acceso al aprendizaje de idiomas y preparación en atención al turismo. Veinte años después del estallido turístico en Guanacaste, esta sigue siendo una de las provincias que alberga la mayor pobreza de Costa Rica, e irónicamente, Santa Cruz, donde se encuentra Tamarindo, uno de los cantones más pobres del país. Un 24 por ciento de los pobladores de Guanacaste (316.000) viven en condiciones de pobreza, de los cuales un 13,7 por ciento se encuentran en situación extrema. La tasa de desempleo de la provincia es de un 9.6%, en comparación al 7.3% del resto del país.
En el censo de 2011 se detalla que la población económicamente activa se distribuye de la siguiente manera:
- Sector Primario: 12,2%
- Sector Secundario: 10,9%
- Sector Terciario: 76,9%

## Gobierno local

### Alcaldes
- 2010 Jorge Enrique Chavarría Carrillo (PLN)[8]
- 2016 María Rosa López (PLN)[9]
- 2020 Jorge Arturo Alfaro Orias (PASC)

### Regidores
Para la Municipalidad de Santa Cruz, estas son las distribuciones de Regidores en las elecciones municipales en el transcurso de los años:
En las elecciones del 2002 quedaron distribuidos así:
- 2 de Liberación Nacional
- 2 de Unidad Social Cristiana
- 1 de Acción Ciudadana
- 1 de Renovación Costarricense
- 1 de Rescate Nacional

En las elecciones del 2006 quedaron distribuidos así:
- 4 de Liberación Nacional
- 1 de Acción Ciudadana
- 1 de Unión Nacional
- 1 de Unidad Social Cristiana

En las elecciones del 2016 quedaron distribuidos así:
- 2 de Integración Nacional
- 2 de Liberación Nacional
- 2 de Unidad Social Cristiana
- 1 de Acción Ciudadana